# D'Arcy's White Turk
D'Arcy's White Turk est un étalon gris importé depuis Alep, actif en Angleterre à la fin du XVIIe siècle, et l'un des ancêtres de la race du Pur-sang.

## Histoire
Il fait partie des nombreux étalons « turcs » importés depuis l'Empire ottoman.
Il a été spéculé qu'il s'agisse du même cheval que le Sedbury Turk, car son lieu d'élevage est situé près de Sedbury. Prior a aussi supposé que le Place’s White Turk, au haras de Dinsdale dans le Yorkshire, et le White Turk de James D’Arcy, aient été le même cheval, car « il est extrêmement improbable qu'il y ait en même temps deux « Turcs » de cette couleur à quelques kilomètres l'un de l'autre, alors qu'un Arabe était en effet un rara avis in terris, dans ce pays ». Cependant, il y a contradiction dans l'année d'importation (importé en 1657), s'il s'agit du même cheval.
D'Arcy's White Turk a été importé d'Alep, en Syrie, en 1675 ou 1676, et gardé par le Sedbury Stud (haras de Sedbury). L'année de sa mort est inconnue, mais on pense qu'elle a eu lieu après 1690, sur la base des registres généalogiques.

## Descendance
Bien qu'il ne figure pas parmi les étalons fondateurs les plus importants du Pur-sang, D'Arcy's White Turk apparait dans les généalogies en tant que père de l'étalon à succès Hautboy. Ses autres descendants enregistrés comprennent Luggs et la jument n°13, Gray Royal. Les descendants paternels d'Hautboy, Gray Hautboy et Bay Bolton, ont perpétué la lignée paternelle de D'Arcy's White Turk, mais cette lignée a disparu au début du XIXe siècle. Le gène de la robe grise issu de ce cheval s'est également répandu pendant un certain temps, mais les Pur-sang gris actuels proviennent d'un ancêtre différent.